# Embsen
Embsen là một đô thị của huyện Lüneburg, bang Niedersachsen, Đức. Đô thị này có diện tích 22,66 km².